# Salix phylicifolia
Espèce
Classification APG III (2009)
Salix phylicifolia, le Saule à feuilles de phylica ou Saule à feuilles de thé, est une espèce de plantes à fleurs de la famille des Salicaceae. C'est un arbuste qui pousse le long des cours d'eau des régions septentrionales du Québec, des Territoires du Nord-Ouest, du Nunavut, de l'Alaska et du Groenland.
Le saule de l’Arctique est un arbuste ras dont les racines s’enfoncent sous le pergélisol. Il s’enracine facilement. Généralement, il rampe au ras du sol, ce qui le protège du vent froid. On trouve des fourrés de ce saule le long des cours d’eau et sur les rives des lacs.
Les Inuits l’appellent la « plante-langue » à cause de la forme de ses feuilles.
Les Eskimos de l'Alaska et les Inuits du Canada ramassent encore de nos jours les parties comestibles de cet arbre. Les bourgeons sont consommés crus avec de l'huile de phoque. Celle-ci sert également à les conserver pendant plusieurs mois, voire une année complète. Cueillies lorsqu'elles ne dépassent quatre centimètres de long, les jeunes feuilles se mangent soit crues et fraîches, soit séchées et ajoutées à la soupe ou prises en infusion.
Les herbivores, tels que le bœuf musqué et le caribou, se nourrissent de ses feuilles. Cet arbre sert notamment de camouflage au lagopède des saules.